# Kamionna-Folwark
Kamionna-Folwark – część wsi Kamionna w Polsce położona w województwie wielkopolskim, w powiecie międzychodzkim, w gminie Międzychód.
Osada wchodzi w skład sołectwa Kamionna.

## Położenie
Przysiółek Kamionna-Folwark, zwana też Mocbergiem, jest częścią Kamionny, lecz w wykazie wsi gminy Międzychód zapisana jest jako jedna z dwóch małych wsi wchodzących w skład sołectwa. Przysiółek położony jest 1,5 km na północ od centrum wsi.

## Historia
Jeszcze w 1890 r. była to własność królewskiej domeny w Kolnie. W poprzednich stuleciach Folwark należał do właścicieli miasteczka, jakim była Kamionna. Najprawdopodobniej początkiem folwarku było 7 łanów, które w 1523 r. Mikołaj Kamieński sprzedał wójtowi Mikołajowi Chraplewskiemu wraz ze świadczeniami od mieszczan.
W okresie Wielkiego Księstwa Poznańskiego (1815-1848) miejscowość należała do wsi mniejszych w ówczesnym pruskim powiecie Międzyrzecz w rejencji poznańskiej. Kamionna-Folwark należała do okręgu międzychodzkiego tego powiatu i stanowiła część majątku Kolno, którego właścicielem był wówczas rząd pruski w Berlinie. Według spisu urzędowego z 1837 roku wieś liczyła 28 mieszkańców, którzy zamieszkiwali 3 dymy (domostwa). Wzmiankowana była wówczas także Kamienna młyn (1 dom, 15 osób).
W latach 1975–1998 miejscowość położona była w województwie gorzowskim.

### Wzmianki
W 1846 r. osada została wspomniana jako Kamionna-Folwark, zaś 44 lata później pod niemiecką nazwą Motzberg. Na powojennych mapach miejsce to nie było wyróżniane odrębną nazwą, z wyjątkiem mapy z 1982 r., gdzie widoczne było pod spolszczoną nazwą Mocberg.

## Demografia
W 1837 r. były tu 3 dymy, lecz już około 1885 r. i w dalszych latach tylko 1. Średnia liczba mieszkańców przysiółku oscylowała na przestrzeni lat w okolicach 20 mieszkańców. Największą liczbę mieszkańców Mocberg zanotował w roku 1905, kiedy mieszkało tu 35 osób, najmniejszą zaś w roku 1885, kiedy liczba mieszkańców nie przekraczała dziesięciu. W grudniu 2008 roku Folwark liczył 20 mieszkańców.